# Juan Bautista Ríos Martínez
Juan Bautista Ríos Martínez (Borriana, 1924) és un agricultor i polític valencià.

## Trajectòria
És llicenciat en Ciències Econòmiques i col·laborador del diari Mediterráneo, de Castelló. Ha estat Vocal de la Junta d'Aigües de La Plana i membre de la Junta de Govern de la Confederació Hidrogràfica del Xúquer. Ha estat director d'empreses d'explotació i d'exportació de cítrics i gran impulsor d'associacions agrícoles i de Comunitats de Regants, ocupant la presidència de la Comunitat de Regants de Borriana i del Sindicat de Regs del Riu Millars.
A les eleccions generals espanyoles de 1979 fou escollit senador per la UCD per la província de Castelló. Va estar Secretari primer de peticions del Senat d'Espanya.